# Felipe Cagno
Felipe Prado Gonçalves Cagno (São Paulo, 01 de Abril de 1984) é um cineasta e roteirista de quadrinhos brasileiro. Formado em Cinema pela FAAP e com Mestrado nos Estados Unidos pela Chapman University, Cagno dirigiu em 2012 o longa-metragem Bala Sem Nome, que contou com os atores Paolla Oliveira, Sérgio Marone e Leopoldo Pacheco. O filme de suspense, cujas filmagens foram financiadas via crowdfunding, chegou aos cinemas em 2023 e faz sua estréia em breve no streaming brasileiro Star+ do grupo Disney. 
Na área dos quadrinhos, Cagno roteirizou obras como Lost Kids, 321 Fast Comics e The Few and Cursed (Os poucos & amaldiçoados), todas lançadas de forma independente após campanhas de financiamento coletivo nos sites Catarse (brasileiro) e Kickstarter (norte-americano), com os álbuns sendo lançados no Brasil e nos Estados Unidos com a participação de desenhistas de diversos países. Cagno também lançou as graphic novels Adagio (desenhada por Sara & Bräo e financiada via ProAc), Bom Demais (desenhada por Bruno Oliveira e financiada via ProAc) e Escolhas (desenhada por Gustavo Borges, financiada por crowdfunding e publicada pela editora Geektopia). 
Em 2015, Cagno ganhou o Prêmio Angelo Agostini na categoria "melhor roteirista".